# Spoonful
Spoonful ist ein Bluessong, der von Willie Dixon geschrieben wurde und durch die Coverversionen von vielen verschiedenen Bluesmusikern zu einem Standard wurde. Zuerst wurde der Song 1960 von Howlin’ Wolf aufgenommen.

## Allgemeines
Der Song wurde von Willie Dixon geschrieben und basiert auf dem 1929 veröffentlichten Bluessong A Spoonful Blues von Charley Patton (Paramount 12869). Die Idee hinter Spoonful war, dass man nicht viel brauche, um es gut zu haben. Die musikalische Struktur des Songs lässt sich auch in anderen Nummern erkennen, die Dixon für Wolf geschrieben hat. (Wang Dang Doodle, Back Door Man und auch in Wolfs eigenem Smokestack Lightning). Der Song wurde 1962 auf Howlin’ Wolfs zweiter Langspielplatte für Chess Records veröffentlicht. 1968 nahm er den Song, neben anderen seiner Songs, neu auf (The Howlin’ Wolf Album, Cadet Concept LPS-319), doch war die Aufnahme kommerziell und künstlerisch ein Misserfolg. So bezeichnete Wolf das Album in einem Interview mit dem Rolling Stone Magazin als „dogshit“ (Hundescheiße).

## Musiker
- Howlin’ Wolf (Gesang)
- Hubert Sumlin (Gitarre)
- Freddie Robinson (Gitarre)
- Otis Spann (Klavier)
- Fred Below (Schlagzeug)
- Willie Dixon (Bass).

## Auszeichnungen
Der Song wurde in die Liste der 500 Songs that shaped Rock and Roll der Rock and Roll Hall of Fame aufgenommen, auf der Liste des Rolling Stone Magazins mit den „500 Greatest Songs of All Time“ ist er auf Platz 219 gereiht. Die Blues Foundation Hall of Fame nahm den Song 2010 in Wolfs Version in die Kategorie Classics of Blues Recordings auf.

## Cream-Coverversion
Die englische Bluesrockgruppe Cream veröffentlichte ihre Coverversion auf dem Debütalbum Fresh Cream. Auf der amerikanischen Ausgabe des Albums wurde Spoonful jedoch durch I Feel Free ersetzt und erst im Jahr darauf als Single veröffentlicht. Der Song wurde von Cream oft als Vorlage für ausufernde Instrumentalsoli verwendet, so dauerte die Liveversion auf Wheels of Fire (1968) 16 Minuten und 48 Sekunden.

## Coverversionen (Auswahl)
- Booker T. & the M.G.’s (1960),
- Etta James (1960) = als Etta & Harvey Platz 12 in den R&B-Charts[5],
- Gil Evans (The Individualism of Gil Evans, 1964)
- Dion (1965),
- The Paul Butterfield Blues Band (1965),
- Jose Feliciano (1965)[6][7][8]
- Canned Heat (1966),
- Blues Project (1966),
- Cream (1966)
- Ten Years After (1967),
- The Shadows of Knight (1967),
- John Hammond (1967),
- Bo Diddley (1968),
- Climax Blues Band (1971),
- Jimmy Witherspoon (1973),
- Alexis Korner (1975, 1978),
- Koko Taylor (1978),
- Delbert McClinton (1978),
- Jack Bruce (1987, 1993, 1997),
- Leslie West (1988),
- Salty Dog (1990),
- The Pretty Things (1991),
- Dana Gillespie (1996),
- Carole Clegg (1999),
- James Blood Ulmer (2001),
- Charlie Hunter (2001),
- Adam Green (2008),
- Catherine Russell (2009),
- Ron Wood (2010).